# 安思谦
安思谦，五代时并州人。仕后蜀。后蜀高祖孟知祥时为茶酒库使。后蜀后主孟昶即位，与张公铎等参与诛杀权臣李仁罕，得到后主孟昶赏识，任山南西道节度使。后蜀广政年间，参与诛杀权臣张业。安思谦想要取代赵廷隐之位，密告赵廷隐谋反，被李廷珪極力阻止。安思谦帶兵救凤翔府失敗後，被貶為左匡圣马步都指挥使、保宁军节度使。广政十七年（954年），后蜀后主孟昶懷疑其謀反，趁他入朝，以壮士击杀，并杀死他的三个儿子。